# Lašva
El río Lašva es un corto río de Bosnia central, en Bosnia y Herzegovina, un afluente del río Bosna.
El Lašva resulta de la fusión de dos ríos, el Karaula Lašva y el Komarska Lašva, que se unen en la localidad de Turbe. Después de Turbe, el Lašva fluye a través de Travnik, posteriormente por Vitez, y se une en Zenica al río Bosna. Tiene 49,9 km de longitud.
- Datos: Q1094469
- Multimedia: Lašva River / Q1094469